# 울산광역시의 유형문화재
울산광역시의 유형문화재는 지방유형문화재 중에서 울산광역시 내에 있는 문화재를 의미한다.

## 지정목록
| 번호 | 사진 | 명칭                                                                                        | 소재지                                              | 관리자 (단체)          | 지정일                                                             | 참조 |
| 1호  |      | 울산동헌및내아 (蔚山東軒및內衙)                                                             | 울산 중구 동헌길 167 (북정동)                       | 중구                   | 1997년 10월 9일 지정                                               |      |
| 2호  |      | 울주상천리통도사국장생석표 (蔚州象川里國長生石標)                                           | 울산 울주군 삼남면 상천리 산37-15번지               | 통도사                 | 1997년 10월 9일 지정, 2014년 11월 6일 명칭변경                     |      |
| 3호  |      | 청송사지부도 (靑松寺址浮屠)                                                                 | 울산 울주군 청량읍 율리 산107-4번지                 | 울주군                 | 1997년 10월 9일 지정                                               |      |
| 4호  |      | 운흥사지부도 (雲興寺址浮屠)                                                                 | 울산 울주군 반계길 207-22 (웅촌면)                  | 울주군                 | 1997년 10월 9일 지정                                               |      |
| 5호  |      | 석남사삼층석탑 (石南寺三層石塔)                                                             | 울산 울주군 상북면 석남로 557 (덕현리)              | 석남사                 | 1997년 10월 9일 지정                                               |      |
| 6호  |      | 어물동마애여래좌상 (於勿洞磨崖如來坐像)                                                     | 울산 북구 어물동 산121번지 일원                     | 북구                   | 1997년 10월 9일 지정                                               |      |
| 7호  |      | 울산향교 (蔚山鄕校)                                                                         | 울산 중구 명륜로 117 (교동)                         | 울산향교재단           | 1997년 10월 9일 지정                                               |      |
| 8호  |      | 언양향교 (彦陽鄕校)                                                                         | 울산 울주군 서향교1길 53-2 (삼남면)                 | 울산향교재단           | 1997년 10월 9일 지정                                               |      |
| 9호  |      | 언양현호적대장 (彦陽縣戶籍臺帳)                                                             | 울산 남구 두왕로 277 (신정동, 박물관)               | 울산박물관             | 1997년 10월 9일 지정                                               |      |
| 10호 |      | 효자송도선생정려비 (孝子宋滔先生旌閭碑)                                                     | 울산 중구 북정동 350-1                              | 연안송씨 효자공파 문회 | 1998년 10월 19일 지정                                              |      |
| 11호 |      | 동축사삼층석탑 (東竺寺三層石塔)                                                             | 울산 동구 옥류로 93 (동부동)                        | 동축사                 | 2000년 11월 9일 지정                                               |      |
| 12호 |      | 경숙옹주태실및비 (敬淑翁主胎室및碑)                                                         | 울산 울주군 범서읍 사연리 산112                     | 울산광역시 울주군      | 2004년 12월 16일 지정                                              |      |
| 13호 |      | 반고서원유허비 (盤皐書院遺墟碑)                                                             | 울산 울주군 언양읍 대곡리 산200-1번지 외            | 울산광역시 울주군      | 2004년 12월 16일 지정                                              |      |
| 14호 |      | 부북일기 (赴北日記)                                                                         | 울산 남구 두왕로 277 (신정동, 박물관)               | 울산박물관             | 2006년 1월 26일 지정                                               |      |
| 15호 |      | 문수사석조아미타여래좌상 (文殊寺 石造 阿彌陀如來坐像)                                       | 경남 양산시 통도사로 108 (하북면, 통도사성보박물관) | 통도사성보박물관       | 2006년 12월 28일 지정                                              |      |
| 16호 |      | 문수사탱화 (文殊寺 幀畵)                                                                    | 경남 양산시 통도사로 108 (하북면, 통도사성보박물관) | 통도사성보박물관       | 2006년 12월 28일 지정                                              |      |
| 17호 |      | 울산인성암신중도 (蔚山 引聖庵 神衆圖)                                                       | 울산 울주군 약수터길 146-29 (서생면)                | 인성암                 | 2007년 11월 22일 지정                                              |      |
| 18호 |      | 울산부선생안 (蔚山府先生案)                                                                 | 울산 남구 두왕로 277 (신정동, 박물관)               | 울산박물관             | 2009년 2월 5일 지정                                                |      |
| 19호 |      | 영가진각대사증도가 (永嘉眞覺大師證道歌)                                                     | 울산 남구 두왕로 277 (신정동, 박물관)               | 양덕사                 | 2011년 12월 29일 지정                                              |      |
| 20호 |      | 대방광원가수다라요의경 (大方廣圓覺修多羅了義經)                                             | 울산 남구 두왕로 277 울산박물관                     | 양덕사                 | 2011년 12월 29일 지정, 2015년 4월 22일 해제, 보물 1518-2호로 승격  |      |
| 21호 |      | 관세음보살예문 (觀世音菩薩禮文)                                                             | 울산 남구 두왕로 277 (신정동, 박물관)               | 양덕사                 | 2011년 12월 29일 지정                                              |      |
| 22호 |      | 훈몽요초 (訓蒙要鈔)                                                                         | 울산 남구 두왕로 277 (신정동, 박물관)               | 양덕사                 | 2011년 12월 29일 지정                                              |      |
| 23호 |      | 진실주집 (眞實珠集)                                                                         | 울산 남구 두왕로 277 울산박물관                     | 양덕사                 | 2011년 12월 29일 지정, 2015년 4월 22일 해제, 보물 제921-3호로 승격 |      |
| 24호 |      | 인천안목 (人天眼目)                                                                         | 울산 남구 두왕로 277 (신정동, 박물관)               | 양덕사                 | 2011년 12월 29일 지정                                              |      |
| 25호 |      | 백양사 석조아미타삼존불좌상 (白陽寺 石造阿彌陀三尊佛坐像)                                   | 울산 중구 백양로 67 (성안동, 백양사)                | 백양사                 | 2013년 8월 16일 지정                                               |      |
| 26호 |      | 백양사 아미타삼존후불홍탱 (白陽寺 阿彌陀三尊後佛紅幀)                                       | 울산 중구 백양로 67 (성안동, 백양사)                | 백양사                 | 2013년 8월 16일 지정                                               |      |
| 27호 |      | 백양사 신중도 (白楊寺 神衆圖)                                                               | 울산 중구 백양로 67 (성안동, 백양사)                | 백양사                 | 2013년 8월 16일 지정                                               |      |
| 28호 |      | 백양사 석조부도 (白楊寺 石造浮屠)                                                           | 울산 중구 백양로 67 (성안동, 백양사)                | 백양사                 | 2013년 8월 16일 지정                                               |      |
| 29호 |      | 박홍춘 환도                                                                                 | 울산 남구 두왕로 277 (신정동, 박물관)               | 울산박물관             | 2013년 8월 16일 지정                                               |      |
| 30호 |      | 동래부 순절도 (東萊府殉節圖)                                                                | 울산 남구 두왕로 277 (신정동, 박물관)               | 울산박물관             | 2013년 8월 16일 지정                                               |      |
| 31호 |      | 자치통감 권226~229 (資治通鑑 卷二百二十六～二百二十九)                                      | 울산 남구 두왕로 277 울산박물관                     | 울산박물관             | 2013년 8월 16일 지정, 2015년 4월 22일 해제, 보물 제1281-4호로 승격 |      |
| 32호 |      | 입학도설 (入學圖說)                                                                         | 울산 남구 문수로 217번길 15                         | 정토사                 | 2014년 7월 2일 지정                                                |      |
| 33호 |      | 석남사 산신도 (石南寺 山神圖)                                                               | 울산 울주군 상북면 석남로 557 (덕현리)              | 석남사 주지            | 2014년 12월 31일 지정                                              |      |
| 34호 |      | 석남사 독성도 (石南寺 獨聖圖)                                                               | 울산 울주군 상북면 석남로 557 (덕현리)              | 석남사 주지            | 2014년 12월 31일 지정                                              |      |
| 35호 |      | 골촉 박힌 고래뼈                                                                            | 울산 남구 두왕로 277 (신정동, 박물관)               | 울산박물관             | 2015년 7월 23일 지정                                               |      |
| 36호 |      | 신흥사 구 대웅전 단청반자 (新興寺 舊 大雄殿 丹靑班子)                                       | 울산 북구 대안4길 280 (대안동, 신흥사)              | 북구                   | 2017년 1월 19일 지정                                               |      |
| 37호 |      | 송호유집 (松壕遺集)                                                                         | 울산 남구 두왕로 277 (신정동, 박물관)               | 울산박물관             | 2017년 1월 19일 지정                                               |      |
| 38호 |      | 간월사지 남·북 삼층석탑 (澗月寺址 南·北 三層石塔)                                           | 울산 울주군 알프스온천4길 15 (상북면)               | 국유(울주군)           | 2019년 1월 10일 지정                                               |      |
| 39호 |      | 신흥사 석조아미타여래삼존좌상 및 복장물 일괄 (新興寺 石造阿彌陀如來三尊坐像 및 腹藏物 一括) | 울산 북구 대안4길 280 (대안동, 신흥사)              | .                      | 2019년 1월 10일 지정                                               |      |

## 참고 자료
- 울산광역시 고시/공고
- 울산광역시 공보